# Sam Cordingley
Samuel John Cordingley (Sídney, 20 de marzo de 1976) es un ex–jugador australiano de rugby que se desempeñaba como medio scrum. Fue internacional con los Wallabies de 2000 a 2008.

## Selección nacional
Fue seleccionado a los Wallabies por primera vez en junio de 2000 para enfrentar a los Pumas, jugó nueve partidos más ese año y no volvió a ser convocado sino hasta 2006, debido a que competía en su puesto con Chris Whitaker.
Disputó el Torneo de las Tres Naciones 2006, el Torneo de las Tres Naciones 2008 y la ventana de noviembre donde jugó su último test match contra Les Bleus. En total jugó 22 partidos y no marcó puntos.

### Participaciones en Copas del Mundo
En Francia 2007 fue suplente del capitán y estrella George Gregan por lo que solo jugó los últimos minutos del partido frente a Fiyi y como titular ante los Canucks, ambos por la fase de grupos. Los australianos igualaron su peor torneo, siendo derrotados en los cuartos de final contra el XV de la Rosa.
| Mundial                       | Sede    | Resultado        | PJ | Tries |
| ----------------------------- | ------- | ---------------- | -- | ----- |
| Copa Mundial de Rugby de 2007 | Francia | Cuartos de final | 2  | 0     |